# أيمي كارتر
أيمي كارتر (بالإنجليزية: Aimee Carter)‏ (24 يناير 1986)؛ كاتِبة مُتخصِّصة في أدب الأطفال وروائية أمريكية.